# Фридрих Емих фон Лайнинген-Дагсбург-Харденбург
Фридрих Емих фон Лайнинген-Дагсбург-Харденбург (на немски: Friedrich Emich von Leiningen-Dagsburg-Hardenburg (Hartenburg); * 9 февруари 1621; † 26 юли 1698) е граф на Лайнинген-Дагсбург-Харденбург.
Той е големият син на граф Йохан Филип II фон Лайнинген-Дагсбург-Харденбург (1588 – 1643) и първата му съпруга графиня Елизабет фон Лайнинген-Дагсбург-Фалкенбург (1586 – 1623), дъщеря на граф Емих XI фон Лайнинген-Дагсбург-Фалкенбург (1540 – 1593) и фрайин Урсула фон Флекенщайн (1553 – 1595). Брат е на Йохан Филип III (1622 – 1666), граф на Лайнинген-Дагсбург-Емихсбург, и Адолф Христиан (1623 – 1645, убит).

## Фамилия
Фридрих Емих се жени 1644 г. в Харденбург за графиня Сибила фон Валдек-Вилдунген (* 25 март 1619; † 30 септември 1678 в Харденбург), дъщеря на граф Кристиан фон Валдек-Вилдунген (1585 – 1637) и графиня Елизабет фон Насау-Зиген (1584 – 1661). Те имат децата:
- Мария Елизабет (* 10 март 1648; † 13 април 1724), омъжена на 1 декември 1668 г. за граф Фридрих I фон Алефелд († 1686)
- Емих XIV (* 6 февруари 1649; † 12 декември 1684)), граф на Лайнинген-Дагсбург-Емихсбург, женен I. на 24 февруари 1676 г. за маркграфиня Шарлота София фон Баден-Дурлах (1652 – 1678), II. на 7 ноември 1678 г. за пфалцграфиня Елизабет Христина фон Цвайбрюкен-Ландсберг (1656 – 1707)
- Кристиана Магдалена (* 8 октомври 1650; † 21 август 1683), омъжена 1671 г. за граф Кристиан фон Сайн-Витгенщайн-Хомбург († 1704), син на граф Ернст фон Сайн-Витгенщайн-Хомбург
- Доротея Сибила (* 6 февруари 1652; † 1658)
- Шарлота Луиза (* 2 октомври 1653; † 6 юни 1713), омъжена 1671 г. за граф Фридрих Вилхелм фон Сайн-Витгенщайн-Хоенщайн-Фалендар († 1685), син на граф Йохан VIII фон Сайн-Витгенщайн-Хоенщайн
- София Юлиана (* 27 ноември 1654; † 24 януари 1716), омъжена 1682 г. за Филип Бернхард фон Белин
- Йохан Фридрих (* (18/28 март 1661; † 9 февруари 1722), граф на Лайнинген-Дагсбург-Харденбург, женен I. 1685 г. за графиня Доротея Фридерика фон Алефелт-Риксинген (1661 – 1698), II. на 19 юни 1701 г. за маркграфиня Катарина фон Баден-Дурлах (1677 – 1746)
- Мария Поликсена (* 7 февруари 1663; † 11 април 1725), омъжена на 23 март 1683 г. за княз Йохан Ернст фон Насау-Вайлбург (1664 – 1719)
- син († 167?)